# USS Cummings (DD-365)
USS Cummings (DD-365) là một tàu khu trục lớp Mahan được Hải quân Hoa Kỳ chế tạo vào giữa những năm 1930. Nó là chiếc tàu chiến thứ hai của Hải quân Hoa Kỳ được đặt tên theo Thiếu tá Hải quân Andrew Boyd Cummings (1830-1863), một sĩ quan hải quân tử trận trong cuộc Nội chiến Hoa Kỳ. Nó đặt căn cứ tại Thái Bình Dương, hoạt động tuần tra và hộ tống trước và trong Chiến tranh Thế giới thứ hai, đã có mặt tại Trân Châu Cảng vào lúc diễn ra cuộc tấn công vào ngày 7 tháng 12 năm 1941, nhưng đã không chịu hư hại hay thương vong, và đã hoạt động cho đến khi chiến tranh kết thúc. Cummings được cho ngừng hoạt động năm 1945 và bị bán để tháo dỡ vào năm 1947.

## Thiết kế và chế tạo
Cummings được đặt lườn vào ngày 26 tháng 6 năm 1934 tại xưởng tàu của hãng United Shipyards, Inc ở đảo Staten, New York. Nó được hạ thủy vào ngày 11 tháng 12 năm 1935, được đỡ đầu bởi bà W. W. Mills, cháu gái Thiếu tá Cummings; và được đưa ra hoạt động vào ngày 25 tháng 11 năm 1936 dưới quyền chỉ huy của Hạm trưởng, Trung tá Hải quân C. P. Cecil.

## Lịch sử hoạt động
Rời New York vào ngày 29 tháng 9 năm 1937, Cummings đi đến San Diego vào ngày 28 tháng 10, để gia nhập Lực lượng Chiến trận. Nó tham gia một cuộc tập trận Vấn đề Hạm đội tại vùng biển Hawaii vào tháng 4 năm 1938 và một cuộc Duyệt binh Hạm đội Tổng thống tại San Francisco vào tháng 7. Đến năm 1939, cuộc tập trận được tổ chức tại vùng kênh đào Panama và vùng biển Caribe từ tháng 1 đến tháng 4. Quay trở về San Diego vào ngày 12 tháng 5 năm 1939, nó tham gia các cuộc huấn luyện hải đội và hạm đội, và đã phục vụ như tàu canh phòng máy bay cho các tàu sân bay USS Yorktown và USS Lexington. Khi hoạt động Tuần tra Trung lập được bắt đầu tại vùng bờ Tây vào năm 1940, nó đã tham gia không thường xuyên, trong khi vẫn tiếp tục tiến hành thực tập phòng không, chiến thuật chống tàu ngầm và thực hành mục tiêu.
Cummings được cho đặt căn cứ tại Trân Châu Cảng từ ngày 26 tháng 4 năm 1940. Ngoại trừ một đợt đại tu tại vùng bờ Tây cùng các chuyến đi đến Tutuila, Samoa; Auckland, New Zealand và Tahiti từ ngày 4 tháng 3 đến ngày 3 tháng 4 năm 1941, nó tiếp tục ở lại vùng biển Hawaii, tiến hành các cuộc tuần tra, thực tập và huấn luyện. Khi Hải quân Đế quốc Nhật Bản bất ngờ tấn công Trân Châu Cảng vào ngày 7 tháng 12 năm 1941, các quả bom ném xuống đã suýt trúng phía mũi và phía đuôi con tàu. Chỉ bị hư hại nhẹ do mảnh bom, nó lập tức lên đường tiến ra khỏi cảng để tuần tra. Từ ngày 19 tháng 12 năm 1941 đến ngày 4 tháng 5 năm 1942, nó hộ tống các đoàn tàu vận tải đi lại giữa Trân Châu Cảng và San Francisco. Sau đó nó hoạt động tại khu vực giữa Suva, quần đảo Fiji và Auckland, New Zealand từ ngày 9 tháng 6 đến ngày 13 tháng 8 cho các hoạt động tương tự.
Sau khi được đại tu tại San Francisco, Cummings hộ tống một đoàn tàu vận tải đi Nouméa và Wellington, New Zealand vào tháng 11 năm 1942. Con tàu bắt đầu làm nhiệm vụ tuần tra và hộ tống cho các hoạt động tại Guadalcanal từ các căn cứ ở Espiritu Santo và Nouméa cho đến ngày 17 tháng 5 năm 1943, khi nó lên đường đi Auckland, New Zealand cho một đợt đại tu ngắn. Nó quay trở lại Nouméa vào ngày 4 tháng 6, hộ tống các tàu vận tải đi Auckland trong tháng 7, rồi phục vụ tại Efate từ ngày 5 tháng 8 đến ngày 4 tháng 9. Được đại tu tại vùng bờ Tây, chiếc tàu khu trục sau đó gia nhập Lực lượng Đặc nhiệm 94 để tuần tra ngoài khơi Adak, Alaska, từ ngày 1 đến ngày 16 tháng 12, trước khi quay trở về Trân Châu Cảng vào ngày 21 tháng 12.
Được phân về Đệ Ngũ hạm đội, Cummings lên đường vào ngày 19 tháng 1 năm 1944 để tham gia các chiến dịch tại quần đảo Marshall, tháp tùng các tàu sân bay trong các cuộc không kích xuống Wotje và Eniwetok cho đến ngày 21 tháng 2. Nó khởi hành từ Majuro vào ngày 4 tháng 3 để đi Trincomalee, Ceylon, nơi nó gặp gỡ các tàu chiến của Hải quân Hoàng gia Anh vào ngày 31 tháng 3 để thực tập. Chiếc tàu khu trục lên đường cùng với Lực lượng 70 Anh để hộ tống cho hoạt động không kích xuống Sabang, Sumatra vào ngày 19 tháng 4. Nó quay trở về Ceylon cho đến ngày 6 tháng 5, rồi lên đường đi vịnh Exmouth, Australia. Cùng với Lực lượng 66 Anh, nó khởi hành vào ngày 15 tháng 5 cho hoạt động không kích xuống Soerabaja, Java, rồi được cho tách khỏi lực lượng Anh để quay về Trân Châu Cảng ngang qua Sydney.
Đi đến San Francisco vào ngày 7 tháng 7 năm 1944, Cummings lên đường vào ngày 21 tháng 7, hộ tống cho Tổng thống Franklin D. Roosevelt bên trên chiếc tàu tuần dương hạng nặng Baltimore (CA-68) đi từ Trân Châu Cảng đến Adak và Juneau. Tổng thống và đoàn tùy tùng chuyển sang chiếc tàu khu trục vào ngày 8 tháng 8 cho chuyến đi đến Seattle, và khi đến nơi vào ngày 12 tháng 8, Tổng thống đã cho truyền đi một bản thông điệp đến toàn quốc từ sàn trước của Cummings.
Rời Seattle vào ngày 13 tháng 8 năm 1944, Cummings gia nhập Đội đặc nhiệm 12.5 tại Trân Châu Cảng cho một cuộc không kích và bắn phá bờ biển xuống đảo Wake vào ngày 3 tháng 9. Được điều động về Đệ Tam hạm đội, nó tham gia cuộc bắn phá đảo Marcus vào ngày 9 tháng 10, rồi bảo vệ cho các tàu sân bay hộ tống để tung ra các cuộc không kích hỗ trợ xuống Luzon, Cebu, Leyte, Samar, Negros, và đối đầu với lực lượng Nhật Bản trong Trận chiến vịnh Leyte mang tính quyết định. Nó tham gia bắn phá Iwo Jima vào các ngày 11 và 12 tháng 11, rồi quay trở về Saipan vào ngày 21 tháng 11 cho các hoạt động tại chỗ.
Cummings ngắt quãng các hoạt động này để tham gia các cuộc bắn phá liên tiếp xuống Iwo Jima từ ngày 8 tháng 12 năm 1944 đến ngày 19 tháng 3 năm 1945, bắn pháo hỗ trợ cho lực lượng tấn công. Nó đặt căn cứ ngoài khơi Iwo Jima, thỉnh thoảng hộ tống các đoàn tàu vận tải đi Saipan và Guam. Những nhiệm vụ tiếp theo của chiếc tàu khu trục bao gồm hộ tống vận tải tại chỗ và tuần tra, giải cứu kèm theo các cuộc tấn công xuống Okinawa và chính quốc Nhật Bản. Nó giám sát việc chiếm đóng Haha Jima vào ngày 9 tháng 9, rồi khởi hành từ Iwo Jima vào ngày 19 tháng 9 để đi San Pedro, California, Tampa, Florida, và Norfolk, Virginia. Cummings được cho xuất biên chế vào ngày 14 tháng 12 năm 1945 và bị bán để tháo dỡ vào ngày 17 tháng 7 năm 1947.

## Phần thưởng
Cummings được tặng thưởng bảy Ngôi sao Chiến trận do thành tích phục vụ trong Chiến tranh Thế giới thứ hai.